# Ricardo Levene
Ricardo Levene (Buenos Aires, 7 febbraio 1885 – Buenos Aires, 13 marzo 1959) è stato un sociologo argentino.

## Biografia
Si è occupato di filosofia, storia e sociologia con particolare riguardo alla storia delle idee. Ha ricoperto la prima cattedra di Sociologia all'Universidad de Buenos Aires (UBA Archiviato il 19 marzo 2019 in Internet Archive.) dove ha fondato nel 1936 l'Instituto de Historia del Derecho e nel 1940  Instituto de Sociologia nella Facoltà di Lettere e Filosofia. Conosciuto in Italia per aver avviato allo studio della sociologia Gino Germani.

## Opere
- Los orígenes de la democracia argentina (1911)
- Causas criminales sobre intentada independencia en el Plata; 1805-1809 (1917)
- Ensayo histórico sobre la Revolución de Mayo y Mariano Moreno (1921)
- La anarquía de 1820 en Buenos Aires desde el punto de vista institucional (1932)
- Ideas sociales directrices de Joaquín V. González (1935)
- Síntesis sobre la Revolución de Mayo (1935)
- Historia de la Nación Argentina; desde los orígenes hasta la organización definitiva en 1862 (1936-1950)
- Significación histórica de Mariano Moreno (1937)
- El fundador de la biblioteca pública de Buenos Aires (1938)
- La fundación de la Universidad de Buenos Aires (1940)
- Las Provincias Unidas del Sud en 1811: consecuencias inmediatas de la Revolución de Mayo (1940)
- La Academia de Jurisprudencia y la vida de su fundador Manuel Antonio Castro (1941)
- Historia de la provincia de Buenos Aires y formación de sus pueblos (1941-1942)
- La cultura histórica y el sentimiento de la nacionalidad (1942)
- Derecho procesal penal (1945)
- Historia del derecho argentino (1945)
- La realidad histórica y social argentina vista por Juan Agustín García (1945)
- Vida y escritos de Victorián de Villava (1946)
- Celebridades argentinas y americanas (1947)
- Las ideas históricas de Mitre (1948)
- En el tercer centenario de "Política indiana" de Juan de Solórzano Pereira (1948)
- Las ideas políticas y sociales de Mariano Moreno (1948)
- Antecedentes históricos sobre la enseñanza de la jurisprudencia y de la historia del derecho patrio en la Argentina (1949)
- Documentos del Congreso General Constituyente de 1824-1827 (1949)
- El genio político de San Martín (1950)
- El proceso histórico de Lavalle a Rosas (1950)
- Las indias no eran colonias (1951)
- Contribución a la historia del Tribunal de Recursos Extraordinarios (1952)
- Investigaciones acerca de la historia económica del Virreinato del Plata (1952)
- El mundo de las ideas y la revolución hispanoamericana de 1810 (1956)